# Fandriana (distrikt)
Fandriana District är ett distrikt i Madagaskar.   Det ligger i regionen Amoron'i Maniaregionen, i den centrala delen av landet, 140 km söder om huvudstaden Antananarivo.